# Hanceola cavaleriei
Hanceola cavaleriei là một loài thực vật có hoa trong họ Hoa môi. Loài này được (H.Lév.) Kudô mô tả khoa học đầu tiên năm 1929.